# 슬리핑 딕셔너리
《슬리핑 딕셔너리》(영어: The Sleeping Dictionary)은 2003년에 개봉한 미국의 영화이다.

## 줄거리
젊고 순진한 영국인 존 트러스콧(휴 댄시)은 아버지의 작업을 이반족 사회에 적용시키기 위해 보르네오섬의 영국 보호령 사라왁주(영화에서는 "식민지"로 묘사됨)로 간다. 그곳에서 그는 상사인 헨리 불라드(밥 호스킨스)와 그의 아내 애기 불라드(브렌다 블레신)를 만난다. 존은 학교를 짓고 이반족에게 교육을 제공하며 지역을 문명화하려 노력하고, 익숙지 않은 현지 풍습을 접한다. 셀리마(제시카 알바)라는 소녀는 그의 "슬리핑 딕셔너리"가 되어 그와 잠자리를 함께하며 현지 언어와 습관을 가르쳐준다.
존은 야카타족에게 질병이 퍼지고 있는 강 상류로 파견된다. 그와 셀리마는 내륙으로 여행한다. 존은 근처에서 유럽인들이 운영하는 광산 작업을 목격한다. 그는 야카타족이 광부들이 준 쌀을 가지고 있다는 것을 알아차리고, 광부들이 야카타족을 제거하기 위해 쌀에 독을 넣었다고 정확히 추측한다. 그들이 복수할 것을 알고, 존은 야카타족에게 무슨 일이 일어났는지 말한다. 야카타족은 광부들을 전멸시킨다.
의도와는 달리, 존과 셀리마는 금지된 사랑에 빠진다. 존은 롱하우스에서 허락하지 않음에도 불구하고 셀리마와 결혼하기를 열망한다. 존이 헨리에게 결혼 계획을 말하자, 그들은 셀리마를 가둔다. 셀리마는 헤어지기 전에 롱하우스에서 결혼하기로 동의한다. 불라드는 존을 유럽인 광부 살해 혐의로 재판에 회부하겠다고 위협한다. 그는 존과 거래를 한다. 존은 셀리마를 포기하고 1년 동안 영국으로 휴가를 가서 불라드 부부의 딸 세실리아(에밀리 모티머)를 만나야 한다. 또 다른 현지 영국 관리인 네빌 시펄리(노아 테일러)는 무례하고 술에 취한, 현지인들을 경멸하는 남자인데, 세실리아를 자신의 것으로 만들 계획이었기 때문에 존을 질투한다.
1년 후, 존은 세실리아와 결혼하는 모습이 보인다. 그는 여전히 그의 슬리핑 딕셔너리와의 과거를 극복하기 위해 애쓴다. 세실리아와 함께, 그는 그곳에서 그의 작업을 계속하기 위해 사라왁으로 돌아가는 것이 최선이라고 결정한다. 사라왁에서 세실리아는 존이 셀리마와 거리를 두려 노력함에도 불구하고 셀리마를 향한 욕망을 알아차린다. 세실리아는 셀리마에 대해 더 알고 싶어 하고, 존은 그녀가 벨란사이와 결혼했으며 그 부부가 아기를 낳았다고 대답한다.
연구를 위해 호수에서 돌을 모으는 동안, 존은 셀리마를 아기와 함께 본다. 그는 아이가 자신의 아이인 것을 믿고 유명에게 그 둘과의 만남을 주선해달라고 부탁한다. 집으로 돌아온 셀리마는 존이 그곳에 있다는 것을 모른 채 들어온다. 여기서 존은 그의 아들 만다르를 처음 만난다. 벨란사이가 존이 그의 아내와 시간을 보내고 있다는 소식을 듣자, 그는 몰래 들어와 존을 죽이려 하지만 면도칼로 그를 다치게 할 뿐이다. 다음날 아침, 헨리는 존에게 그의 '슬리핑 딕셔너리'에 대한 과거를 밝히는데, 그 결과 또 다른 아이, 즉 셀리마가 태어났다는 것이다. 벨란사이는 붙잡혀 장교를 죽이려 한 혐의로 교수형에 처해질 운명에 처한다. 셀리마는 행복해하지 않는다. 벨란사이가 만다르에게 좋은 아버지였기 때문이다. 존은 그의 친구 벨란사이가 죽는 것을 원치 않았지만, 다른 선택지가 없었기에 벨란사이의 교수형을 발표한다. 그날 밤 늦게, 셀리마는 벨란사이를 탈출시키기 위해 가지만, 존이 이미 그곳에 도착해 벨란사이를 풀어주고 총을 건네주는 것을 모른다. 벨란사이가 서둘러 도망가자, 존은 셀리마에게 돌아서서 부두에서 만나 보트를 타고 도망가자고 한다. 셀리마가 붙잡힐까 봐 두려워하자, 그는 "그럼 나는 그들에게 나라나 언어, 역사를 갖는 것보다 당신을 갖는 것을 선호한다고 말할 겁니다"라고 말한다. 그들 뒤로 비가 쏟아지는 가운데 그들은 포옹한다.
다음 날, 롱하우스 사람들이 셀리마에게 등을 돌렸기 때문에 그녀는 네빌의 슬리핑 딕셔너리가 되어야 한다. 나중에 세실리아는 자신이 임신했다고 발표하여 존을 충격에 빠뜨린다. 그날 밤, 셀리마는 자신을 공격하고 강요하려 한 네빌의 머리를 때려 기절시킨다. 그녀는 아기를 안고 집에서 뛰쳐나와 부두로 향한다. 존은 여전히 셀리마와 그들의 아들과 함께할 계획을 가지고 있었고, 쪽지를 쓰기 시작하려 할 때 세실리아에게 저지당한다. 부부는 존의 셀리마에 대한 사랑과 세실리아가 존이 행복하기를 바라는 마음에 대해 이야기한다. 애기는 세실리아와 헨리가 존과 셀리마가 함께 도망가는 것을 허락한 것에 대해 불만을 표하는데, 그 이유는 그녀가 헨리의 눈을 벗어나지 않으려 했기 때문이다. 헨리가 자신의 슬리핑 딕셔너리와 함께 갈까 봐 두려워했기 때문이다. 그녀는 네빌에게 그들을 쫓아가라고 부추긴다.
유명과 야카타족의 도움으로 존은 셀리마가 존이 약속 장소에 오지 않았다고 믿고 떠난 뒤 그녀를 찾는다. 그들은 네빌이 총을 들고 나타나면서 재회한다. 그는 그들에게 대나무 주위에 수갑을 채우라고 말하고 존, 셀리마, 그리고 그들의 아기를 죽일 계획을 말한다. 그들은 야카타족에 의해 구조되고, 야카타족은 네빌을 죽인다.
결국, 그들은 함께 살기로 결정하고 야카타족과 함께 이주한다.

## SBS 성우진 (2005년 5월 1일)
- 홍시호 - 존 트룻콧(휴 댄시)
- 김서영 - 셀리마(제시카 알바)
- 강희선 - 세실(에밀리 모티머)
- 최옥희 - 애기(브레다 브레신)
- 김용식 - 헨리(밥 호스킨스)
- 문옥현 - 자스민(크리스토퍼 린 리란)
- 김수중 - 네빌(노아 테일러)
- 강수진 - 페이모스(주닉스 이노시안)
- 김영훈
- 최병학
- 장주영
- 양희문